# Lasse Siggelin
Lasse Siggelin, folkbokförd Lars Gunnar Siggelin, född 20 mars 1959 i Lyrestads församling i Skaraborgs län, är en svensk visdiktare och trubadur.
Sedan starten 1982 har han turnerat i Sverige och utomlands. 2002, 2005 och 2009 mottog han stipendium från Anders Frostenson-stiftelsen för sina sångtexter. Han var också en av 13 deltagare i Psalmskolan 2007–2009 som genomfördes av samma stiftelse.
Hans första inspelning gavs ut 1982. Sedan dess har det blivit ytterligare sju inspelningar, alla med eget material. Den senaste CD:n släpptes våren 2011. Han har också gett ut fyra nothäften med sina sånger.
Lasse Siggelin, som är bosatt i Jönköping sedan 1996, är lärare vid Per Brahegymnasiet i Jönköping där han undervisar i ekonomi och juridik. 2013 debuterade han som författare med läromedlet Marknadsföring som han skrivit i samarbete med Stefan Fürst.
2022 gav han ut många av sina sångtexter i diktform, i två separata böcker, Mitt innersta rum respektive Vänta in min själ. Varje bok består av 47 texter. Flera av dikterna är illustrerade av Cathrin Hesselstrand. 

## Diskografi
- 1982 – Tankar som jag bär
- 1988 – I samma båt
- 1990 – Som du och jag
- 1992 – Vanlig men unik
- 1998 – Tid att leva
- 2006 – Mitt innersta rum
- 2007 – Ord och många visor (samlings-CD)
- 2011 – Hemma